# Колом'є (Україна)
Ко́лом'є — село в Україні, у Крупецькій сільській громаді Шепетівського району Хмельницької області. Населення становить 551 особу.

## Географія
Селом протікає річка Горинь.

## Походження назви
За народною легендою найменування села Колом'є походить від кругового типу поселення, обумовлене необхідністю захистів від набігів ворогів та за давніми переказами через село протікала річка М'є[джерело?].

## Символіка

### Герб
В срібному щиті лазуровий круг, у якому срібна квітка водяної лілеї з червоною серединкою. В лазуровій хвилястій главі золотий полум'яний меч в балку. Щит вписаний у декоративний картуш і увінчаний золотою сільською короною. Унизу картуша напис «КОЛОМ'Є».

### Прапор
Квадратне полотнище розділене хвилясто горизонтально у співвідношенні 1:3 на синє і біле поля. На верхній смузі жовтий полум'яний горизонтальний меч вістрям до древка меч. В центрі нижньої смуги синій круг, у якому біла квітка водяної лілеї з червоною серединкою.

### Пояснення символіки
Хвиляста глава — символ поселення біля ріки Горинь. Квітка лілеї в лазуровому крузі — символ ставу, що існує в селі, «Княжого озера», пам'ятки природи; полум'яний меч Архистратига Михаїла — символ старовинної дерев'яної церкви на честь цього святого.

## Історія
Вперше згадується у 1583 році, як маєтність князів Острозьких при старому тракті з Острога до Славути. Згадується також в документах 1602 року під назвою Колемна і під цією ж назвою фігурує в літописі Йоахима Єрлича, який там проживав.
Наприкінці першої чверті XVII ст. Колом’я мало фільварок. Його стан, як довідуємося з опису села від 1620 р., був доволі непривабливий: «Будування фільварку погане: сіни, пекарня соломою накрита, пивниця, над нею возівня. Фільварок погано огороджений. Обора погана, жодної шопи немає…». Поряд із фільварковою роботою тутешні селяни були обтяжені й низкою інших податків та повинностей на користь власників.
У 1620 році в Колом’ї проживало сім родин т. зв. «тяглих» підданих – тих, що мали робочу худобу: сільський зверхник – отаман Балайко, Данило-Семен, Іван Лепич-Вапеня, Васько Опаристий та ін. Тринадцять родин називались «підсусідками», бо, за браком власного помешкання, жили в обійстях у заможніших селян. Серед підсусідків зустрічаємо кілька прізвиськ, які вказують на рід занять, як от: N Коваль, N Бондар, Данило Риболов, Семен Пастух. Інші тринадцять сільських чи то помешкань, чи дворів, з невідомих причин, стояли порожніми.
1648 року село згадується під назвою Колум в селі проживало в той час 102 чоловік.
Наприкінці 19 століття було там 174 доми і 866 жителів, дерев'яна церква 1870 року. Крім рільництва, селяни займалися теслярством і рибальством. Село до 1855 року належало Яблоновським, пізніше графині Зубовій.
1875 року в Колом'ї поблизу церкви була відкрита церковно–приходська школа, яка існувала на кошти сіл Колом'є, Комарівка, Полянь, приміщення школи збереглося до наших днів. 1892 року там навчалося 42 хлопці і 3 дівчини.
У 1906 році село Кривинської волості Острозького повіту Волинської губернії. Відстань від повітового міста 16 верст, від волості 4. Дворів 188, мешканців 1045.
7 (20) листопада 1917 року, відповідно до Третього Універсалу Української Центральної Ради, увійшло до складу Української Народної Республіки.
1930 року, під час примусової колективізації, у селі був організований колгосп «Червоний сіяч», а 1950 року відбувається укрупнення в результаті чого колгосп села Колом'є був приєднаний до колгоспу села Полянь і створено єдиний імені Куйбишева.
Під час Другої світової війни 20 юнаків та дівчат було вивезено в Німеччину.
2000 року в центрі Колом'я на височині відкрили пам'ятник загиблим воїнам та невідомому солдату з Узбекистану.

## Населення
Згідно з переписом УРСР 1989 року чисельність наявного населення села становила 759 осіб, з яких 326 чоловіків та 433 жінки.
За переписом населення України 2001 року в селі мешкало 546 осіб.
Станом на 1 січня 2011 року в селі проживало 420 осіб. З яких дітей дошкільного віку — 19, шкільного — 32, громадян пенсійного віку — 218. Кількість працюючих громадян — 132.

### Мова
Розподіл населення за рідною мовою за даними перепису 2001 року:
| Мова       | Відсоток |
| ---------- | -------- |
| українська | 98,55 %  |
| російська  | 1,27 %   |

## Об'єкт природно-заповідного фонду
Неподалік від села розташоване Княже озеро, утворене з греблі, зведеної в середині 19 століття за розпорядженням місцевих поміщиків Четвертинського та Камінського. Площа приблизно 4 га. За переказами в середині плеса глибина досягала 20 метрів. Рішенням Хмельницької обласної ради у 2002 році тут створено гідрологічний заказник місцевого значення. Охороняється весь комплекс — озеро, заплавні луки, прилегла до нього смуга торф'яного болота, улоговина біля річки Горинь.

## Архітектурні пам'ятки
Визначною архітектурною пам'яткою давнини села Колом'є є храм святого Михайла. М. І. Тедорович в книзі «Історико статистичний опис церквів і приходів Волинської губернії» вказує на те, що храм в селі Колом'є побудований у 1870 році на кошти прихожан в пам'ять про звільнення від кріпацтва, за що прихожанам в 1870 році оголошена подяка від єпархіального начальства.
Храм був дерев'яний з такою ж дзвіницею і куполами. У 1937 році церква була закрита. Порозкидали купола і зробили з неї клуб, а потім склад під мінерального добрива. Під час Другої світової війни, у 1941 році силами односельчан було побудовано купола і храм було відкрито. В 1962 році в період атеїстичної політики Радянської влади церква знову була закрита. І лише в період святкування тисячоліття хрещення Русі храм знову було відкрито і освячено (1988 рік).
Сьогодні в храмі проводяться богослужіння протоієреєм є отець Василій Талашок.

## Археологічні пам'ятки
У центрі села, поблизу школи, височіє курган — горб штучного походження, за переказами — козацька могила, можливо часів битви з ордою.

## Уродженці
- Йоахим Єрлич (1598 — 1674) — український шляхтич, хроніст, автор польськомовного «Літописця, або Хронічки різних справ і подій».